# عبد الرحيم الدمرداش
عبد الرحيم مصطفى صالح الدمرداش باشا (1849 - 1929م) أزهري مصري وشيخ الطريقة الدمرداشية، واقتصادي مصري، مُنشئ مستشفى الدمرداش المنسوبة إليه.وكان من المشتغلين بالحركة الوطنية المصرية وكان عضوا في مجلس شورى القوانين المصري والجمعية العمومية المصرية.

## ولادته ونشأته
ولد الشيخ عبد الرحيم باشا الدمرداش ابن الشيخ مصطفى ابن البكباشي صالح بيك الجركسي في مدينة القاهرة عام 1849م، ونشأ بها وتلقى مبادئ العلم في أحد الكتاتيب ثم التحق بالأزهر الشريف وأخذ عن الشيخ عبد الرحمن الرافعي الحنفي والشيخ عبد المعطي الخليلي (لاحظ أن الطريقة الخلوتية تنتشر في مدينة الخليل في فلسطين). أخذ التصوف عن والده الذي كان شيخ الطريقة الدمرداشية في مصر. وصاحب كثيرا من العلماء وجالسهم وانتفع بعلمهم كثيرا ومنهم الأستاذ الإمام الشيخ محمد عبده والشيخ عبد الرحمن سلمان والشيخ مصطفى المراغي شيخ الأزهر الشريف. وقد أولع بمطالعة الكتب وخاصة الكتب التاريخية والجغرافية حتى أصبح واسع المادة في تاريخ الأمم ومواقع البلدان.

## مشيخته
لما توفي والده الشيخ مصطفى عيَن في مكانه شيخا للسادة الدمرداشية وكان عمره أربعة وعشرين عاما فقط فنهض بالطريقة الدمرداشية نهضة لم ينهض بها شيخ من قبله بمثلها، حتى دخل في مسلكها كثير من العلماء والوزراء والأعيان وكبار الموظفين. وقام بتجديد زاوية الطريقة وجعلها مسجدا كبيرا وزاد في عدد الخلوات المعدة لاختلاء الدمرداشيين وكان شيخنا كثير الأصحاب والخلان حلو الحديث والهندام يميل إلى الفكاهة والعمل ولا يعتمد إلا على نفسه في جميع أعماله وقد نجح في تنمية ثروته إلى الحد الذي رفع به من شأن بيته الكريم في الناحية الاقتصادية حتى أنه أعتبر من أوائل متمولي زمانه وكبار اقتصادييه.
كان يقرأ ورده في فجركل يوم وكان مواظبا على إحياء الحضرات (أي حلقات الذكرالصوفية) مرة كل أسبوع وعلى إقامة المولد في كل عام وكانت مدة مشيخته للطريقة أربعا وخمسين سنة. من أعماله الخيرية أنه أنشأ مستشفى الدمرداش المعروف باسمه في وجهة العباسية وأباحه لجميع بني الإنسان من جميع الأديان وقد أنشأت فيها حديثا كلية طب العباسية. وكان من المشتغلين بالحركة الوطنية المصرية وكان عضوا في مجلس شورى القوانين المصري والجمعية العمومية المصرية وهووالد الأديبة المشهورة قوت القلوب هانم الدمرداشية.

## وفاته
توفي عام 1348 هـ / 1929م ودفن في قبر أعده لنفسه في مستشفاه الذي أنشأه وله من العمر ثمان وسبعون سنة واحتفل بجنازته احتفالا كبيرا.

## تكريمه
تم إطلاق أسمه على أحد أحد الشوارع (شارع عبد الرحيم الدمرداش) في حي العباسية بالقاهرة، وهناك محطة مترو أنفاق باسمه (خط المرج - حلوان).